# Jesper Anderberg

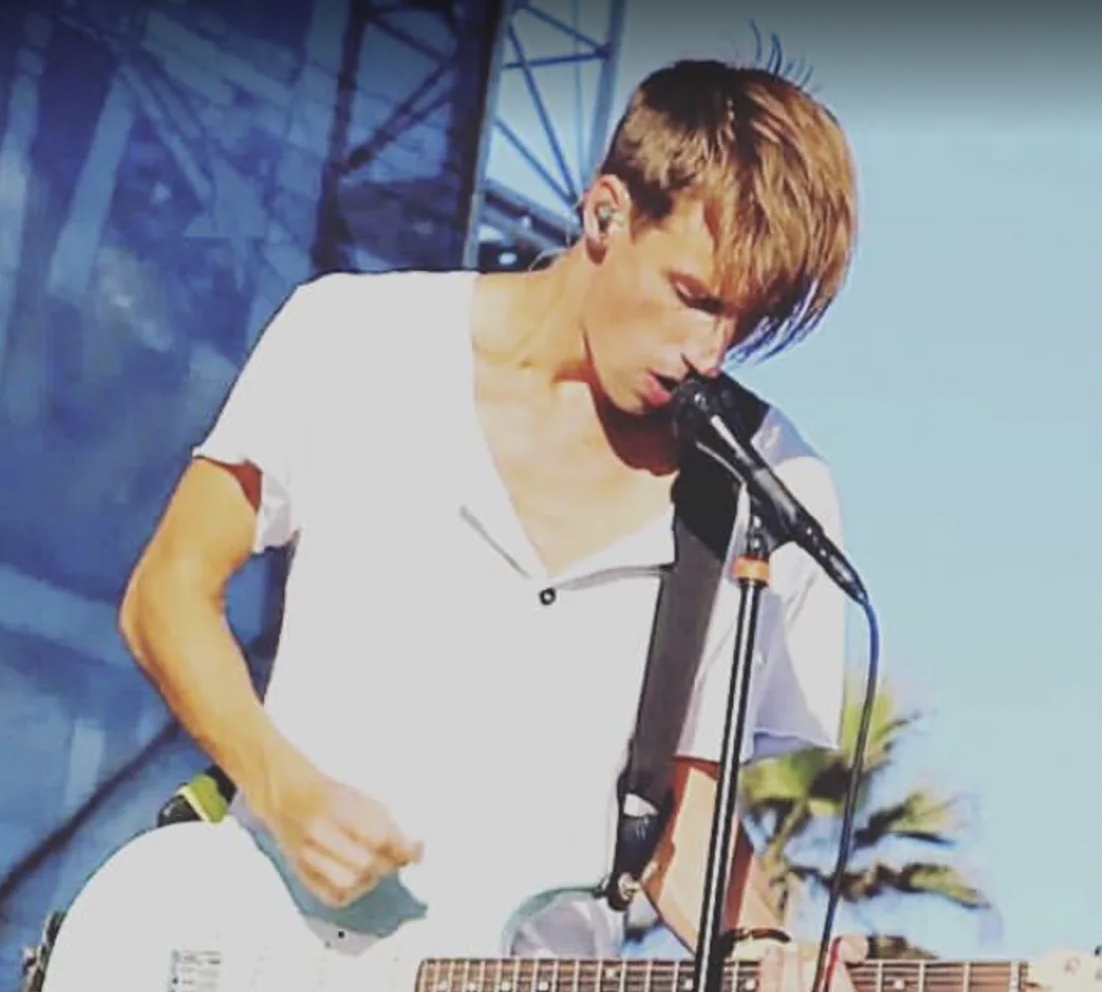
Jesper Anderberg - Live i Los Angeles

Jesper Anderberg född 11 november 1981 i Helsingborg, är en svensk musiker mest känd som keyboardist, gitarrist och den primära låtskrivare i rockbandet The Sounds. 
Jesper började spela klassisk piano vid sex års ålder, och vid 14 års ålder köpte han sin första synt, en Juno-106, som han fortfarande använder live. Efter att ha spelat i ett par lokala band i Helsingborg träffade han Felix Rodriguez och Johan Richter på Hultsfredsfestivalen 1999. Kort därefter blev han medlem i bandet The Sounds. 
Tillsammans med Felix Rodriguez har han även skrivit låtar till andra artister.
Vid sidan av musiken har Jesper Anderberg även en kandidatexamen i computer science. 
Han bor tillsammans med sin fru och tre barn i Malmö. 